# Калатало

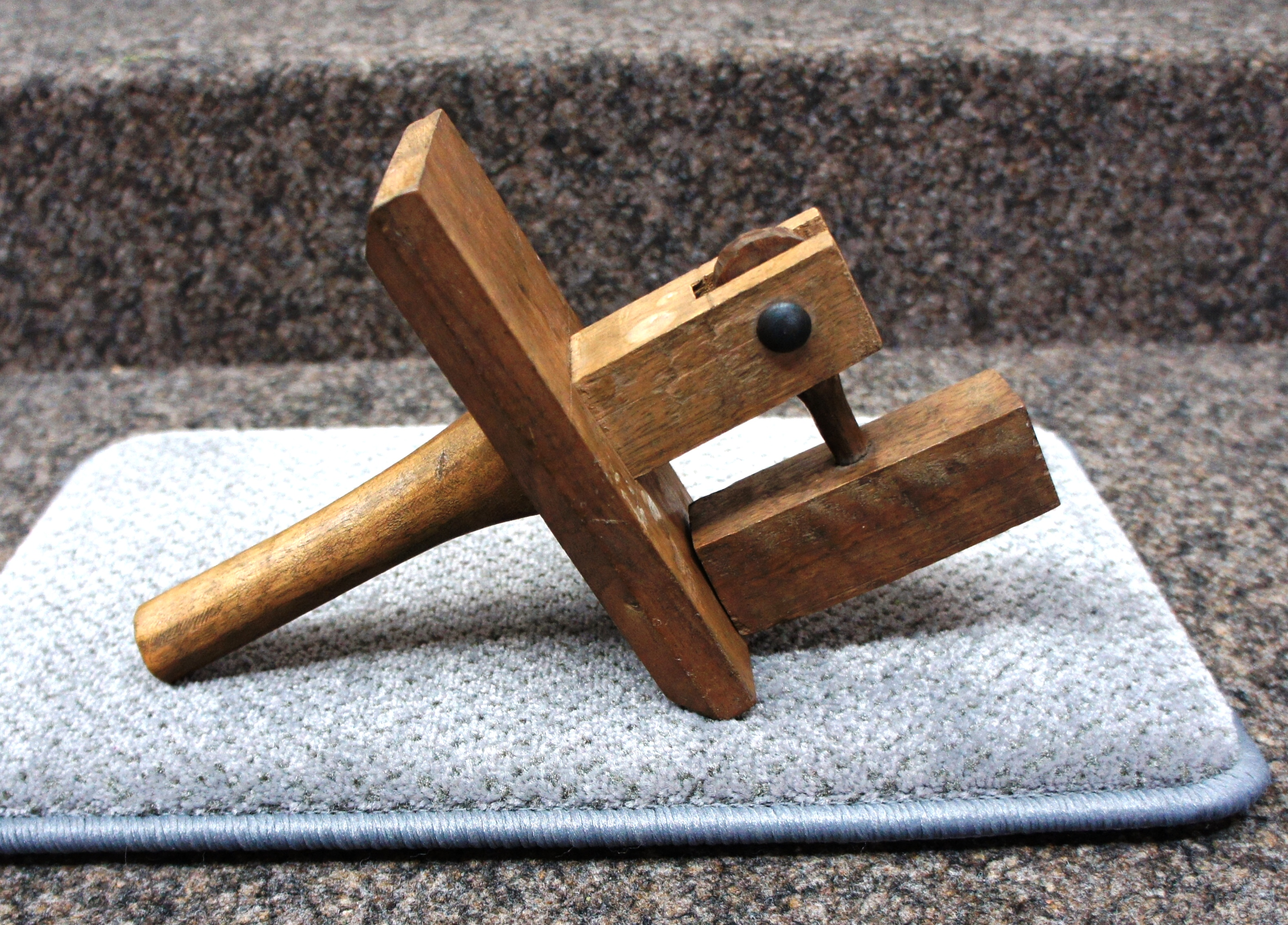
Калатало з дерев'яним молоточком. Німеччина

Калата́ло (калатайло, калаталка, калатальце, розм. торохкало, стукало, стукалка, рідко клепа́ло, діал. бо́вкало) — дерев'яний музичний інструмент родини ідіофонів. Складається з дерев'яної пластини з ручкою і одного чи кількох рухомих елементів, що під час різкого руху видають стук, калатання. Цей інструмент використовувався у народних ансамблях у разі відсутності бубняра або барабанщика.
Калатало колись використовувалося нічними сторожами і вартовими для подавання чергових сигналів. У Відні у XVIII — початку XIX ст. існувала так звана «калаталкова пошта», що отримала свою назву від бляшаних калатал, якими поштарі сповіщували про свій прихід.

## У тваринництві
Калаталом також називають дерев'яний пристрій схожої конструкції, що прив'язують на шию тваринам замість металевого пастушого дзвоника (тронки).